# Mantispa gulosa
Mantispa gulosa là một loài côn trùng trong họ Mantispidae thuộc bộ Neuroptera. Loài này được Taylor miêu tả năm 1862.